# 组织结构
组织结构的概念有广义和狭义之分。狭义的组织结构，是指为了实现组织的目标，在组织理论指导下，经过组织设计形成的组织内部各个部门、各个层次之间固定的排列方式，即组织内部的构成方式。广义的组织结构，除了包含狭义的组织结构内容外，还包括组织之间的相互关系类型，如专业化协作、经济联合体、企业集团等。 （页面存档备份，存于）
所谓组织结构，就是组织内部对工作的正式安排。
一个组织可以采用不同的组织结构，这取决于组织的目标。组织结构可以确定企业的经营和工作方式，也可以表达对不同职务的任务分配以及审阅不同实体，如分公司、部门、工作组以及个人。
组织结构在两个方面上影响着组织行动：
- 第一，它提供了工作步骤的标准以及方向；
- 第二，它决定了哪一个员工参与哪一个决策过程，因此，个人见解的水平决定了组织的形态。

同時一個組織結構也說明了三件事：
⒈組織的複雜程度：亦是組織中任務分工程度。有三種⑴平行分工，指如何劃分部門⑵組織層級的深度，只有多少級別⑶跨越空間隔閡，指跨區跨國程度
⒉正式化程度：只使用規定與標準處理流程來規範工作行為程度
⒊決策權集中的程度：只在決策過程中，中央集權與地方分權的情形

## 历史
组织结构起源于远古部落中的猎人和采集者，从教权和皇权体制逐渐发展到工业结构，再到今天的后工业结构。古印度神话之中，处处反映着君权神授：君主和大臣们都是由宗教选择的，从事各自的领域，进行审判案件或者制定国家政策的工作。正如Lawrence B. Mohr指出的那样，早期的组织结构理论提出者，像泰勒、亨利·法约尔、马克斯·韦伯“发现了组织结构对于工作效率和效度的重要性，并且假设在没有任何问题的情况下，人们能适应所需要的组织结构”。20世纪30年代，一场对人际关系理论的批判悄然兴起。尽管还没有出现对“结构就是一种人造物”这一观点的直接否定，但是比起为创造一种新的组织分类辩护，一种关于员工的知识、需求和观点的理论会更受欢迎。然而在20世纪60年代，一种新的观点认为组织结构是“一种由外界环境引起的现象，而非人工产生的。”
在21世纪，萨姆布鲁克等组织理论学家再次提出理论，认为组织结构的发展很大程度决定于战略的表达、管理行为、在权力约束下的员工、以及环境和成果。

## 种类
参见阶层式组织与扁平化组织。

### 前官僚制
前官僚制（企业性质）缺乏任务的标准化。这种结构在小型组织中最为常见，也是在解决简单的任务时最有效的。它完全是中央集权的，一切关键决定由领导者来定夺，且沟通方式大多是一对一的谈话。前官僚制在发展新交易的时候也是较为有用的，因为它可以确保创始人能掌握事业的发展。
在马克斯·韦伯的权威三方分类理论中，前官僚制建立于传统权威和魅力型权威之上。

### 官僚制
韦伯认为官僚制的特点有三点：对于角色和职责的明确划分；分层组织；对于绩效的鼓励。
他曾经做过这么一个比喻，说“官僚制比起其他类型的组织结构来就好像机器生产对比非机器生产一样，精度、速度、不模糊……严格的从属关系、矛盾的减少，还有人力物力消耗的降低——这些都在严格的官僚制度管理之下被提升到了顶峰。”官僚制有着特定的标准化程度，也更加适应那些通常采用直式结构、规模较大较复杂的组织。
官僚制结构有着许多管理层，从高管到一线经理，每一个部门都有一个管理者，因此其在决策时也要通过比扁平化组织更多的层级。官僚制组织采用严格的规定、制度和约束，这种结构使得它往往会拒绝改变组织创建之初沿袭下来的任何规定。组织的每一个部门都有一个记录，来让每个人明白自己的职责所在。

### 后官僚制
後官僚組織模型（英文：The Post-Bureaucratic Model），是學者海克契（C.Heckscher）所提出，做為行政機關修正韋伯式官僚組織的參考，其用意是趨近消費者導向、服務導向，認為政府該當具有消費者（即人民）需要的能力，和方便使用者的、動態性的，競爭性的價值提供者，這種組織型態的特質如下：
1. 權威的形成來自組織成員間制度性對話和溝通，並非依照權威、法規和傳統進行決定。
2. 組織的目標強調使命感和認同，經由資訊的流通與分享，使個人目標和組織使命達成一致。
3. 強調彈性的原則而非固定的法規，人員可在基本行動原則下，發揮創意解決不同的問題，更能按照問題實況彈性運用。
4. 組織分工或作業流程採取跨功能、跨層級的方式進行。
5. 績效評估的標準不是刻板的職務內容，而是個人完整的事功表現和具體貢獻價值，講求公開及參與的程序。
6. 人員流動頻繁，永業保障不再可取。
7. 對變革存有預期心理，針對複雜且易變的環境，思考如何即時且有效解決未來問題。